# Virelles
Virelles is een dorp in de Belgische provincie Henegouwen en een deelgemeente van de Waalse stad Chimay. Het ligt in de Ardennen en was een zelfstandige gemeente tot de gemeentelijke herindeling van 1977.
Een bekend gerecht uit Virelles is de ingelegde zoetwatervis genaamd escavèche.
Virelles had een eigen station Virelles.

## Demografische ontwikkeling
- Bronnen:NIS, Opm:1831 tot en met 1970=volkstellingen, 1976= inwoneraantal op 31 december

## Bezienswaardigheden
- Het Meer van Virelles
- De Vlinderschuur

## Geboren
- Lucienne Gillet (1922-2004), senator

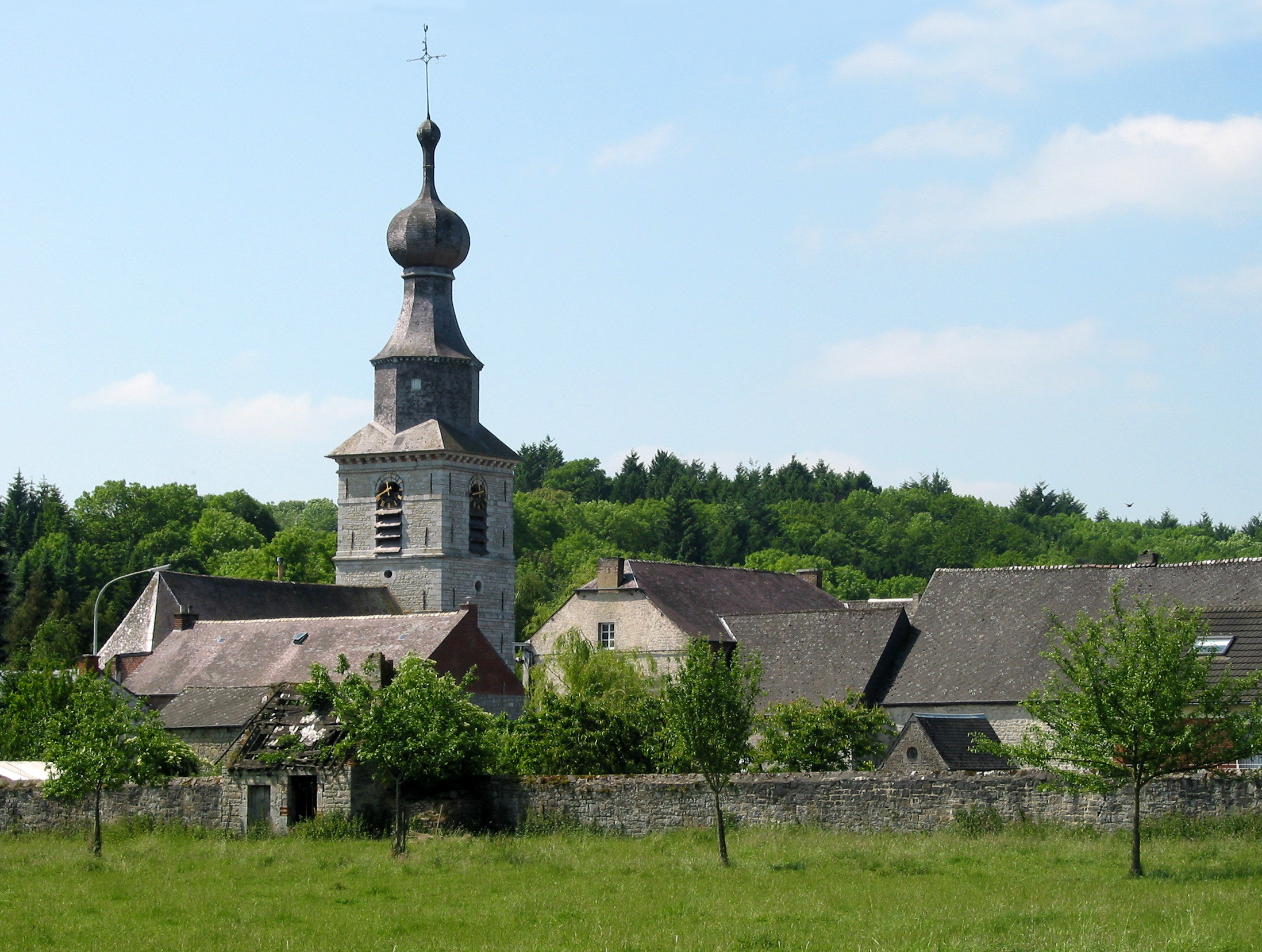
Sint-Martinuskerk
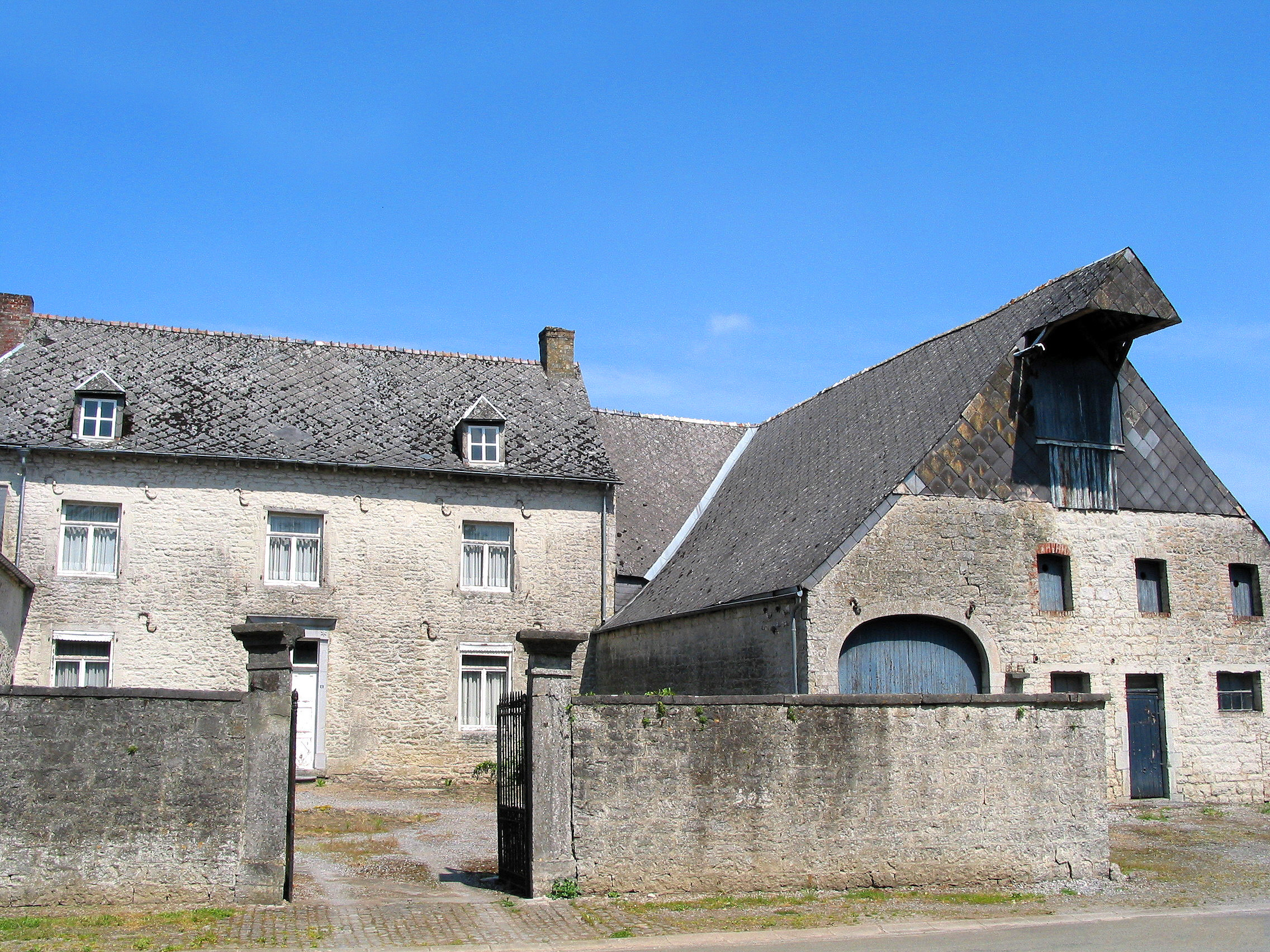
Boerderij (18de eeuw)